# Пагпаг
Пагпаг (на тагалог: Pagpag) е тагалогски термин за остатъчна храна от ресторанти (обикновено за бързо хранене), събирана от бунища.
Може да бъде и замръзнало месо или риба с изтекъл срок на годност или зеленчуци, изхвърлени от супермаркети. Думата на тагалог буквално означава „да отърся праха или мръсотията“ и се отнася за действието на отърсване на мръсотията от ядливата част на неизядената храна. Пагпаг може да се яде веднага след като е намерена сред боклука или да се сготви по различни начини.
Практиката за ядене на пагпаг възниква от предизвикателствата на глада, предизвикан от изключителната бедност. Продаването на пагпаг се смята за доходоносен бизнес в районите, където живеят бедни хора.

## Приготвяне
След като мръсотията и неядливите субстанции се премахнат, пагпаг може да се консумира на място. Може да бъде и допълнително приготвена, най-често чрез пържене в горещо олио, според състоянието на храната. Филипинският политик и актьор Иско Морено е събирал остатъчна храна като малък и я е наричал пагпаг. Малки домашни бизнеси са възникнали около пагпаг с бедни хора, които си изкарват прехраната от търсене, събиране, обработване и продаване на пагпаг на други бедни хора.

## Здравни проблеми
Рисковете за здравето включват поемането на токсини и болести от храната. Националната комисия против бедността на Филипините предупреждава срещу консумацията на пагпаг, поради риск от недохранване и болести като хепатит A, гастроентерит, коремен тиф, диария и холера. Все пак, има хора, които не се разболяват от яденето на пагпад, поради повишено производство на антитела в имунните им системи, въпреки че има случаи на деца, разболели се след ядене на пагпаг.